# Hjärtsjö glasbruk
Hjärtsjö glasbruk startades år 1906 av Oskar Johansson, det låg i samhället Hökhult i Lenhovda socken i Småland. 
Hjärtsjö glasbruk tillverkade i huvudsakligen flaskor för salubrin och lazarin. De första åren hade bruket ett 40-tal anställda, och i början av 1930-talet ett 100-tal. År 1921 brann hyttan ned och driften låg nere till 1925 då det åter byggdes upp av grosshandlare Ernst Johansson från Eslöv. Man ändrade produktionen från flaskor till hushålls- och prydnadsglas, en hel del av detta som kristall. Man tillförde nya byggnader och anställde slipare för den nya produktionen. Bruket drevs till 1936 då det lades ned för gott.